# 大竹佑季
大竹 佑季（おおたけ ゆき、1987年5月21日 - ）は、日本の女性歌手である。
宮城県出身。2003年の第28回「ホリプロタレントスカウトキャラバン・ラブミュージックオーディション」で34911人の中でグランプリを受賞してホリプロ/東芝EMIに所属後、海外での映像制作をはじめ、女優業、執筆業、ナレーション業など幅広い分野で活動。2018年より「MUSA RECORDS」に所属している。

## 作品

### シングル

#### 『大竹佑季』名義
- ベアトリーチェ
2005年1月26日発売（東北地区限定）
  1. ベアトリーチェ（合唱）
    - 作詞：大竹佑季、作曲・編曲：吉俣良

  2. ベアトリーチェ（独唱）
  3. ベアトリーチェ（伴奏）
- tell me how 〜終わりのない旅へ〜
2005年9月14日発売
  1. tell me how 〜終わりのない旅へ〜
    - 作詞・作曲：宮崎歩、編曲：吉俣良

  2. 赤い運命
    - 作詞：千葉和也、作曲：三木たかし、編曲：藤谷一郎

  3. ありがとう あなた
    - 作詞：千葉和也、作曲：都倉俊一、編曲：岩本正樹
- 天使が舞い降りてくる日
2005年12月14日発売
  1. 天使が舞い降りてくる日
    - 作詞：熊木杏里・大竹佑季、作曲・編曲：吉俣良
    - 映画『天使』エンディング主題歌

  2. Scarborough Fair
    - 日本語詞：吉川奏、編曲：中村暢之

  3. 天使が舞い降りてくる日 (Instrumental)
  4. Scarborough Fair (Instrumental)

#### 『Snow*』名義
- 悠久の旅人 〜Dear boy〜
2007年5月16日発売
  1. 悠久の旅人 〜Dear boy〜
    - テレビアニメ『アイドルマスター XENOGLOSSIA』エンディング主題歌
    - 作詞：こだまさおり / 作曲・編曲：前澤寛之

  2. Searching
    - 作詞：大竹佑季 / 作曲：村山☆潤 / 編曲：Snow*

  3. 悠久の旅人 〜Dear boy〜（off vocal）
  4. Searching（off vocal）
- 願い星
2007年11月21日発売
  1. 願い星
    - テレビアニメ『キミキス pure rouge』エンディング主題歌
    - 作詞・作曲：shilo / 編曲：虹音

  2. 青い傘
    - 作詞：大竹佑季 / 作曲・編曲：村山☆潤

  3. 願い星（off vocal）
  4. 青い傘（off vocal）
- Chain
2008年2月6日発売
  1. Chain
    - テレビアニメ『シゴフミ』エンディング主題歌
    - 作詞：こだまさおり / 作曲・編曲：ぺーじゅん

  2. 眠れる森につたわる詩
    - 作詞：大竹佑季 / 作曲・編曲：村山☆潤

  3. Hello bye-bye
    - 作詞：大竹佑季 / 作曲・編曲：村山☆潤

  4. Chain（off vocal）

#### 『TECHNOBOYS PULCRAFT GREEN-FUNDfeat.大竹佑季』名義
- 打ち寄せられた忘却の残響に
2015年11月4日発売
  1. 打ち寄せられた忘却の残響に
    - テレビアニメ『櫻子さんの足下には死体が埋まっている』エンディング主題歌
    - 作詞・作曲・編曲 - TECHNOBOYS PULCRAFT GREEN-FUND

  2. paperback: paperbag （TECHNOBOYS PULCRAFT GREEN-FUND feat.西野友利恵）
  3. 打ち寄せられた忘却の残響に(Instrumental)
  4. paperback: paperbag(Instrumental)

### アルバム
- GREENSLEEVES
2005年5月25日発売
  1. Greensleeves 〜眠れぬ夜のために〜
  2. ラストワルツ
  3. エトランゼ
  4. Awakening
  5. マッチ
  6. ベアトリーチェ（独唱）
- 眠る孔雀
2006年1月18日発売
  1. 眠る孔雀
  2. tell me how 〜終わりのない旅へ〜
  3. 都会の羊
  4. tasogare
  5. 空の出口
  6. 或る悲しみ
  7. Scarborough Fair
  8. 虹のつづき
  9. 天使が舞い降りてくる日
  10. 赤い運命
  11. ありがとう あなた

### コンピレーション
- キミキス pure rouge オリジナルサウンドトラック（2008年3月26日）
- 空を見上げる少女の瞳に映る世界 Inspired album（2009年3月25日）
  - Take me
    - テレビアニメ『空を見上げる少女の瞳に映る世界』イメージソング

作詞：大竹佑季 / 作曲・編曲：ぺーじゅん
- 湯乃鷺リレイションズ（2011年6月8日）
  - 空に近い場所
    - テレビアニメ『花咲くいろは』松前緒花イメージソング

作詞：坂井季乃 / 作曲：shilo / 編曲：市川裕一

### 配信限定
iTunes Storeなどの配信サイトで販売。

#### 『大竹佑季』名義
- MOONLIGHT
  - 作詞：大竹佑季、作曲・編曲：石川智久

2018年3月14日配信
- 時の灯
  - 作詞：大竹佑季、作曲・編曲：石川智久

2018年6月20日配信

#### その他参加作品
TECHNOBOYS PULCRAFT GREEN-FUND
- VISIBLE INVISIBLE（アルバム）
  - EVERYTHING
  - GRAVITATION
  - NOT NARCISSUS

2020年10月28日配信（『TECHNOBOYS PULCRAFT GREEN-FUND feat.大竹佑季』名義の収録曲）
※LPレコード盤の発売あり

## 出演

### ラジオ
- 「大竹佑季 breezi'n cafe」（TBCラジオ 2004年10月 - 2005年3月）
- イキナリ!「大竹佑季ショコラレーベル」（TBCラジオ 2005年4月 - 2006年3月）